# Elisabeth Marschall
Elisabeth Marschall (Meiningen, 27 de mayo de 1886 - Hamelín, 3 de mayo de 1947) fue enfermera jefe (Oberschwester) en el campo de concentración nazi de Ravensbrück y fue ahorcada después de ser declarada culpable de crímenes de lesa humanidad en los juicios de Ravensbrück en Hamburgo en 1947.

## Biografía
Marschall nació en 1886 y recibió una educación como enfermera en Meiningen, aprobando el examen estatal en 1910 y desde entonces trabajó como enfermera. Se unió al partido nazi (NSDAP) en 1931 porque creía que solo «Hitler podía salvar a Alemania de su miseria».
Trabajó como Oberschwester en el campo de concentración de Ravensbrück desde abril de 1943 hasta la liberación del campo en 1945, donde sus tareas incluían seleccionar prisioneros para su ejecución, supervisar experimentos médicos y seleccionar a unos 800 prisioneros para ser enviados a Auschwitz. Trabajó con el Dr. Adolf Winkelmann y el Dr. Percival Treite, asistiéndoles en la tortura de los prisioneros y brindando cuidados postoperatorios a los sujetos de sus operaciones médicas experimentales.
Una sobreviviente que trabajaba como enfermera prisionera testificó que Marschall había cargado a un grupo de cincuenta mujeres con bebés recién nacidos en un carro y no les había proporcionado comida, leche ni agua. Todas las prisioneras fallecieron. Otro testigo testificó: «He visto a Schwester (la enfermera) Lisa golpeando a mujeres enfermas sin ningún motivo».
Mil Le Coq, una enfermera formada en Francia, informó de un incidente con Marschall, relatado en The Scourge of the Swastika: A Short History of Nazi War Crimes:

Un día pasó por el patio del hospital camino del laboratorio y vio cinco carretillas que contenían... cinco judías ,tal como indicaba el triángulo en sus vestidos... Mil Le Coq fue a las carretillas y tocó los cuerpos para ver si estaban vivos y si se podía hacer algo por ellas. Estaban vivas. En ese momento, Marschall entró en escena y, gritando desde el otro lado del patio, le prohibió a la chica francesa que hiciera algo para ayudar a las mujeres. Regresó a su bloque y trajo a dos amigos... pero apareció Marshcall y los echó. Las carretillas permanecieron allí toda la noche y por la mañana las tres sobrevivientes estaban muertas.

Fue arrestada cuando el campo fue liberado por los aliados en 1945. En el proceso de Ravensbrück en Hamburgo fue declarada culpable de crímenes contra la humanidad y condenada a muerte. El 2 de mayo de 1947, fue ahorcada en la horca de la prisión de Hamelín por el verdugo británico Albert Pierrepoint. Marschall, que tenía casi 61 años cuando murió, fue la criminal de guerra nazi de mayor edad ejecutada por las autoridades de ocupación británicas.